# Nierstein
Nierstein est une ville de l'arrondissement de Mayence-Bingen, dans le Land de Rhénanie-Palatinat (Allemagne).

## Histoire
Il semble avoir existé dans l'Antiquité sur ce site une ville gallo-romaine nommée Bonconica ; Buconica ; Buconice ou Bauconica Nova. Certains auteurs ont supposé qu'il pouvait y avoir un lien entre le nom de cette ville et celui de la forêt de Buconia cité dans des textes du haut Moyen Âge ou postérieurs, citant eux-mêmes des textes antiques.
Ses vignobles ont été mentionnés, pour la première fois l'année 742, en période de « petit » réchauffement climatique dont l'optimum a été atteint vers l'an 800 (certifiée d'abbaye impériale Lorsch).

## Géologie
La "terrasse du Rhin", à l'est de la Hesse-Rhénane, est plus intéressante. Le Rotliegend de Nierstein, s'appelle Roter Hang (côte rouge), est une unité lithostratigraphique.

## Climat
La région, où le soleil brille plus de 1600 heures par an, compte parmi les régions sèches du pays avec seulement 500 mm de précipitations. Le fleuve (Rhin) influe favorablement les températures de cette région.

## Liaison routière
À 18 kilomètres au sud de Mayence, relié au réseau autoroutier par la B9, une route nationale à quatre voies. Arrêt régulier des trains de la ligne Mayence-Worms. Un appontement le long de la rive permet l'accostage des bateaux d'excursion de toutes tailles. Des pistes cyclables relient Nierstein à Nackenheim, Bodenheim, Mayence et Oppenheim. Une piste cyclable en direction de Lörzweiler est en préparation. Aménagement cyclable : Nierstein est située à la EuroVéloroute EV15 (Véloroute Rhin de la source du Rhin à Rotterdam). Par Bac Landskrone.

## Fêtes
- Fête de la Vigne rouge, le deuxième weekend du mois de juin
- Fête du vin, le premier weekend d'août.

## Bâtiments et autres monuments
- Église Saint-Kilian
- Église fortifiée Saint-Martin
- Hôtels particuliers: Metternich, Haxthausen, Freiherr von Knebel, Hundt von Saulheim (plus vieille maison à colombage) famille Knebel von Katzenelnbogen et Waldbott von Bassenheim
- Châteaux von der Leyen et Dalberg-Herding[1]
- Wartturm (tour fortifiée)
- Bains celtique/romain de Sírona et Grannos (voir: Mythologie celtique gauloise)
- ancien bâtiments de domaine de l'économie agricole de la noblesse mayençaise.

### Musées
- Musée de la paléontologie aménagé dans l'ancien hôtel de ville[2]
- Musée de la navigation moderne[3]

## Économie

### Le vin de Nierstein

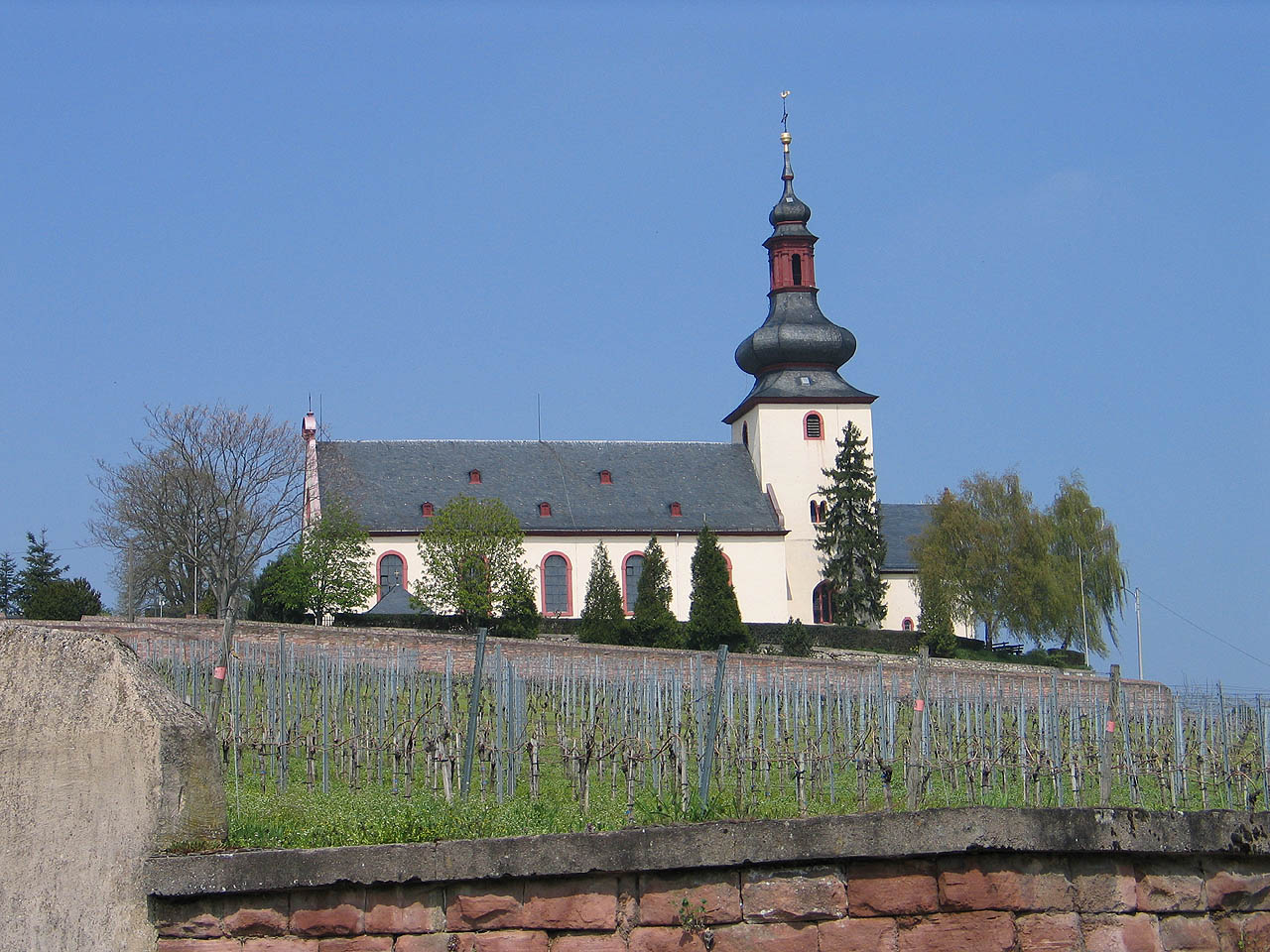
Église Saint-Kilian entouré de vignobles

Nierstein est une importante commune viticole sur les berges du Rhin. Les vignobles de Nierstein sont dotés d’une profusion de cépages dominée par le riesling. Nierstein compte 23 crus. Le prestige des vins de Nierstein provient de son terroir, une côte vallonnée, la bien nommée terre rouge le long du Rhin produisant des vins particulièrement corsés et élégants. Son sol se compose d’un mélange de terre et de pierre, de grès rouge et d’argile.
Il n'est donc pas étonnant que des tavernes et des Straußwirtschaft (auberges ouvertes en saison chez le vigneron) accueillent le visiteur, qu'une grande fête du vin ait lieu traditionnellement le premier week-end d'août mais aussi qu'une relation d'amitié intense soit entretenue avec la célèbre localité viticole de Gevrey-Chambertin en Bourgogne.
L’appellation « Glöck » clos de Nierstein est le plus ancien terroir d’Allemagne authentifié par un acte établi en 742.
Les vignobles de Nierstein reposent sur des couches de boues pétrifiées, qui s’y sont déposées il y a environ 250 millions d’années. Cette roche riche en minéraux constitue le fondement qualitatif des Rieslings millésimés cultivés à Nierstein. Les vignes cultivées sur une terre rouge comparable à celle de Nierstein sont rares dans le monde. Les cépages absorbent les sels minéraux contenus dans cette terre rouge et enrichissent les cépages de précieux éléments. La proximité directe de la vallée du Rhin et l’exposition des vignes vers l’est, le sud et l’ouest confèrent un excellent climat et créent des conditions favorables pour des vins nobles d’une grande maturité et élégance.
Stuart Pigott souligne la position suprême de la commune de Nierstein comme cité du Riesling en mentionnant les crus suivants dans son livre (page 553): Niersteiner Pettental, Niersteiner Ölberg, Niersteiner Hipping, Niersteiner Brudersberg ainsi que le cru voisin, Nackenheimer Rotenberg. Les autres crus d’excellents Rieslings nommés par Pigott sont: Niersteiner Heiligenbaum, Niersteiner Kranzberg, Niersteiner Orbel, Niersteiner Rosenberg et Niersteiner Schloß Schwabsburg.

## Jumelages
La commune est jumelée avec  Gevrey-Chambertin (France) dans la région de Bourgogne-Franche-Comté.